# (5171) Augustesen
(5171) Augustesen est un astéroïde de la ceinture principale.

## Description
(5171) Augustesen est un astéroïde de la ceinture principale. Il fut découvert le 25 septembre 1987 à Brorfelde par Poul Jensen. Il présente une orbite caractérisée par un demi-grand axe de 2,43 UA, une excentricité de 0,13 et une inclinaison de 7,1° par rapport à l'écliptique.

## Compléments